# 柳街道
柳街道（やなぎかいどう）は、名古屋と佐屋街道を結んでいた街道。

## 概要

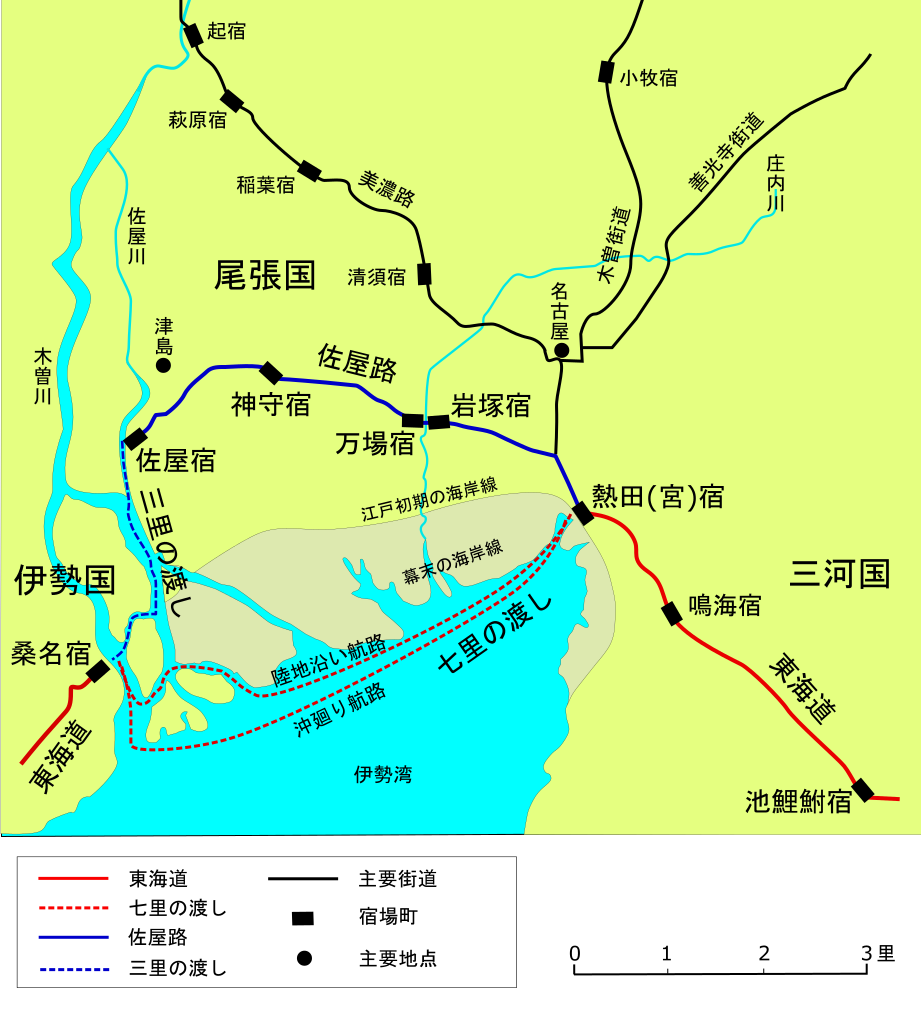
佐屋街道と名古屋城下町の位置関係

東海道のバイパスとして開かれた佐屋街道は宮宿と佐屋宿を結んでいたが、佐屋街道の佐屋側から名古屋城下町にアクセスするためには、一旦南に遠回りする形になる。この短絡路として成立したのが柳街道であるという。岩塚宿にほど近い烏森から米野・牧野を通り、禰宜町を経て、納屋橋で堀切筋（広小路通）に接続するというルートを取っていた。総延長は1里（約4キロメートル）強であったという。また、ルートが複雑で、多くのカーブが存在したことから、百曲街道の別名もあった。区画整理により一部区間が廃道となっており、全線を追うことはできない。

## 名称の由来
街道名の由来には複数説があるという。有力な説としては、当地の地名である「一楊」（いちやなぎ）に由来するという説がある。また、1つは街道の両脇に柳の木があったことによるという説、1つは納屋橋付近に柳の木が多かったという説がある。